# ФК «Крылья Советов» Куйбышев в сезоне 1969
Сезон 1969 — 25-й сезон «Крыльев Советов» в чемпионате СССР. По итогам чемпионата команда заняла 19-е место.

## Чемпионат СССР

### Предварительный этап

#### Турнирная таблица
| Место | Команда                   | И  | В | Н | П  | Мячи  | О  |
| ----- | ------------------------- | -- | - | - | -- | ----- | -- |
| 6     | Нефтчи (Баку)             | 18 | 5 | 7 | 6  | 16-18 | 17 |
| 7     | Черноморец (Одесса)       | 18 | 5 | 7 | 6  | 14-17 | 17 |
| 8     | Арарат (Ереван)           | 18 | 6 | 5 | 7  | 18-23 | 17 |
| 9     | Уралмаш (Свердловск)      | 18 | 4 | 6 | 8  | 9-18  | 14 |
| 10    | Крылья Советов (Куйбышев) | 18 | 3 | 4 | 11 | 16-24 | 10 |

### Результаты матчей
| 08 апреля 1969 2 тур | Заря (Луганск) | 2:0 | Крылья Советов (Куйбышев) |  |

| 12 апреля 1969 3 тур | Черноморец (Одесса) | 2:2 | Крылья Советов (Куйбышев) |  |

| 16 апреля 1969 4 тур | СКА (Ростов-на-Дону) | 2:1 | Крылья Советов (Куйбышев) |  |

| 23 апреля 1969 5 тур | Крылья Советов (Куйбышев) | 1:2 | Арарат (Ереван) |  |

| 27 апреля 1969 6 тур | Крылья Советов (Куйбышев) | 0:0 | Нефтяник (Баку) |  |

| 02 мая 1969 7 тур | Крылья Советов (Куйбышев) | 1:1 | Динамо (Киев) |  |

| 08 мая 1969 7 тур | Уралмаш (Свердловск) | 1:0 | Крылья Советов (Куйбышев) |  |

| 13 мая 1969 9 тур | Динамо (Москва) | 1:0 | Крылья Советов (Куйбышев) |  |

| 17 мая 1969 1 тур | ЦСКА (Москва) | 1:0 | Крылья Советов (Куйбышев) |  |

| 26 мая 1969 10 тур | Крылья Советов (Куйбышев) | 0:1 | Уралмаш (Свердловск) |  |

| 30 мая 1969 11 тур | Крылья Советов (Куйбышев) | 2:0 | Динамо (Москва) |  |

| 03 июня 1969 12 тур | Крылья Советов (Куйбышев) | 2:1 | ЦСКА (Москва) |  |

| 16 июня 1969 13 тур | Арарат (Ереван) | 3:1 | Крылья Советов (Куйбышев) |  |

| 20 июня 1969 14 тур | Нефтчи (Баку) | 1:0 | Крылья Советов (Куйбышев) |  |

| 24 июня 1969 15 тур | Динамо (Киев) | 1:0 | Крылья Советов (Куйбышев) |  |

| 04 июля 1969 16 тур | Крылья Советов (Куйбышев) | 1:3 | Заря (Луганск) |  |

| 08 июля 1969 17 тур | Крылья Советов (Куйбышев) | 2:2 | Черноморец (Одесса) |  |

| 12 июля 1969 18 тур | Крылья Советов (Куйбышев) | 3:0 | СКА (Ростов-на-Дону) |  |

### Финальный этап

#### Турнирная таблица
| Место | Команда                   | И  | В  | Н  | П  | Мячи  | О  |
| ----- | ------------------------- | -- | -- | -- | -- | ----- | -- |
| 16    | Пахтакор (Ташкент)        | 34 | 13 | 9  | 12 | 35-37 | 35 |
| 17    | Кайрат (Алма-Ата)         | 34 | 12 | 10 | 12 | 29-31 | 34 |
| 18    | Локомотив (Москва)        | 34 | 8  | 9  | 17 | 33-47 | 25 |
| 19    | Крылья Советов (Куйбышев) | 34 | 8  | 8  | 18 | 34-48 | 24 |
| 20    | Уралмаш (Свердловск)      | 34 | 7  | 8  | 19 | 19-39 | 22 |

#### Результаты матчей
| 26 июля 1969 1 тур | Уралмаш (Свердловск) | 0:1 | Крылья Советов (Куйбышев) |  |

| 03 августа 1969 3 тур | Крылья Советов (Куйбышев) | 1:1 | Арарат (Ереван) |  |

| 10 августа 1969 4 тур | Крылья Советов (Куйбышев) | 1:2 | Пахтакор (Ташкент) |  |

| 13 августа 1969 5 тур | Крылья Советов (Куйбышев) | 1:1 | Пахтакор (Ташкент) |  |

| 21 августа 1969 6 тур | Кайрат (Алма-Ата) | 0:2 | Крылья Советов (Куйбышев) |  |

| 24 августа 1969 7 тур | Кайрат (Алма-Ата) | 2:1 | Крылья Советов (Куйбышев) |  |

| 30 августа 1969 8 тур | Крылья Советов (Куйбышев) | 3:0 | Локомотив (Москва) |  |

| 02 сентября 1969 9 тур | Крылья Советов (Куйбышев) | 3:2 | Локомотив (Москва) |  |

| 07 сентября 1969 10 тур | Арарат (Ереван) | 5:1 | Крылья Советов (Куйбышев) |  |

| 16 сентября 1969 12 тур | Крылья Советов (Куйбышев) | 2:2 | Уралмаш (Свердловск) |  |

| 24 сентября 1969 13 тур | Пахтакор (Ташкент) | 1:0 | Крылья Советов (Куйбышев) |  |

| 27 сентября 1969 14 тур | Пахтакор (Ташкент) | 0:0 | Крылья Советов (Куйбышев) |  |

| 05 октября 1969 15 тур | Крылья Советов (Куйбышев) | 1:0 | Кайрат (Алма-Ата) |  |

| 08 октября 1969 16 тур | Крылья Советов (Куйбышев) | 0:1 | Кайрат (Алма-Ата) |  |

| 18 октября 1969 17 тур | Локомотив (Москва) | 4:1 | Крылья Советов (Куйбышев) |  |

| 21 октября 1969 18 тур | Локомотив (Москва) | 3:0 | Крылья Советов (Куйбышев) |  |

## Кубок СССР

### Результаты матчей
| 22 мая 1969 1/16 финала | Рубин (Казань) | 3:1 | Крылья Советов (Куйбышев) |  |

## Товарищеские матчи
В феврале команда провела 9 матчей в Болгарии (6 побед, 3 поражения, мячи 18 — 12).
Результаты матчей
| 12 марта 1969 | Крылья Советов | 5:0 | ХИК | Адлер |

| 17 июля 1969 | Крылья Советов | 1:1 | Берое | Куйбышев           |
|              |                |     |       | Стадион: Металлург |